# پراگوتی
پراگوتی (انگلیسی: Pragoti) شرکت دولتی خودروسازی بنگلادشی است، که در سال ۱۹۶۶ تأسیس شد.